# Psittirostra psittacea
Psittirostra psittacea là một loài chim trong họ Fringillidae.